# Adrenalina (canção de Luan Santana)
"Adrenalina" é uma canção do cantor brasileiro Luan Santana, gravada para seu segundo DVD, intitulado Ao Vivo no Rio (2011). Foi lançada pela Som Livre como primeiro single de álbum em 16 de setembro de 2010.
Composta pelo próprio Luan e por Sorocaba, da dupla sertaneja Fernando e Sorocaba.

## Lançamento
O lançamento da canção aconteceu em 16 de Setembro de 2010, através do site oficial do cantor. No dia seguinte, foram registrados mais de 3000 mil acessos de internautas de 40 cidades diferentes, além visitantes de mais  de 60 países, entre eles Estados Unidos, Japão, Alemanha, Austrália, entre outros. A canção foi interpretada pelo cantor, pela primeira vez, em um show em Boa Vista, Roraima, e após o seu lançamento, vários e-mails e telefonemas elogiaram o trabalho de Luan Santana.

## Desempenho nas tabelas musicais
A canção foi disponibilizada para download no site oficial do cantor. Nos primeiros dias, contabilizou-se mais de 120.000 downloads.
Na semana de 24 de setembro de 2010, uma semana depois do lançamento , a música partiu para o 1ª lugar, onde liderou todas paradas de Outubro de 2010 até Janeiro de 2011.
Foi um recorde de execução nas capitais do Sudeste, Centro- Oeste e Sul, conseguindo manter a 1ª posição por várias semanas, principalmente nas cidades de Curitiba e Porto Alegre.
Adrenalina deu lugar à primera posição para um novo hit do cantor "Química do Amor", em Fevereiro de 2011.

### Posições
| Tabela musical (2010)                              | Melhor posição |
| -------------------------------------------------- | -------------- |
| Billboard Brasil Regional Curitiba Hot Songs       | 1              |
| Billboard Brasil Regional Porto Alegre Hot Songs   | 1              |
| Billboard Brasil Regional Ribeirão Preto Hot Songs | 2              |
| Billboard Brasil Regional Campinas Hot Songs       | 3              |
| Billboard Brasil Regional Belo Horizonte Hot Songs | 4              |
| Billboard Brasil Regional São Paulo Hot Songs      | 10             |